# Lynx Football Club
Il Lynx Football Club è una società calcistica gibilterriana con sede nella città di Gibilterra, militante nella Football League, la massima divisione del campionato gibilterriano.

## Palmarès

### Competizioni nazionali
- Second Division: 2

2009-2010, 2011-2012

### Altri piazzamenti
- Campionato gibilterriano:

Terzo posto: 2013-2014
- Coppa di Gibilterra:

Finalista: 2014-2015
- Gibraltar Premier Cup:

Semifinalista: 2013-2014

## Organico

### Rosa 2024-2025
Aggiornata al 11 ottobre 2024.
| N. |                        | Ruolo | Calciatore              |
| -- | ---------------------- | ----- | ----------------------- |
| 1  | Gibilterra (bandiera)  | P     | Robert Rae              |
| 2  | Gibilterra (bandiera)  | D     | Jean-Carlos Garcia      |
| 3  | Somalia (bandiera)     | D     | Ahmed Isse              |
| 5  | Serbia (bandiera)      | D     | Darko Torbica           |
| 6  | Inghilterra (bandiera) | C     | Souleymane Diallo       |
| 7  | Gibilterra (bandiera)  | C     | Michael Ruiz (capitano) |
| 8  | Gibilterra (bandiera)  | A     | Omar Salah              |
| 9  | Venezuela (bandiera)   | A     | Marco Farisato          |
| 10 | Senegal (bandiera)     | C     | Fallou Fall             |
| 11 | Gibilterra (bandiera)  | A     | Kyle Casciaro           |
| 14 | Gibilterra (bandiera)  | C     | Scott Ballantine        |

| N. |                       | Ruolo | Calciatore           |
| -- | --------------------- | ----- | -------------------- |
| 17 | Ucraina (bandiera)    | C     | Jevhen Trojanovs'kij |
| 18 | Spagna (bandiera)     | D     | Dani Gallardo        |
| 20 | Spagna (bandiera)     | A     | Denis Cabeza Aguera  |
| 20 | Gibilterra (bandiera) | C     | Cecil Prescott       |
| 23 | Spagna (bandiera)     | D     | Olmo González        |
| 30 | Brasile (bandiera)    | D     | Andre Dos Santos     |
| 33 | Gibilterra (bandiera) | C     | Richard Felipes      |
| 39 | Gibilterra (bandiera) | A     | Pibe Pereira         |
| 66 | Gibilterra (bandiera) | C     | Jesse Victory        |
| 88 | Gibilterra (bandiera) | D     | Kyle Degelman        |
| 99 | Gibilterra (bandiera) | P     | Bradley Avellano     |